# 繁花
『繁花』（はんか、ファンホア、英語: Blossoms Shanghai）は、2023年12月から2024年1月に放映された中国のテレビドラマ。全30話。監督は王家衛が務め、胡歌、馬伊琍、唐嫣、辛芷蕾らが出演する。原作は金宇澄の同名小説『繁花』。1990年代の上海が舞台となっている。日本未公開。

## 登場人物

### 主要人物
阿宝
演 - 胡歌
宝総
玲子
演 - 馬伊琍

汪明珠
演 - 唐嫣

李李/陳珍
演 - 辛芷蕾

### その他
爷叔
演 - 游本昌

陶陶
演 - 陳龍

小寧波
演 - 喩恩泰

蔡司令
演 - 張建亜

邮票李
演 - 陳冠甯

胖阿姨
演 - 徐玉蘭

金寶児
演 - 謝承穎

発根
演 - 曹毅

阿四
演 - 向川

雪芝/蓓蒂
演 - 杜鵑

強総
演 - 黄覚

范総
演 - 董勇

魏総
演 - 鄭凱

葛老師
演 - 陳国慶

菱紅
演 - Papi酱

小阿嫂
演 - 朱琳

金花
演 - 呉越

梅萍
演 - 王菊

老范
演 - 范志毅

老范の妻
演 - 周瑾

潘経理
演 - 佟晨潔

敏敏
演 - 曾美慧孜

盧美琳
演 - 范湉湉

金老闆
演 - 戴軍

小江西
演 - 王乙

杜紅根
演 - 邵峯

露絲
演 - 張羽霖

林太
演 - 林熙蕾

徐総
演 - 孫強

張福康
演 - 袁文康

呉総
演 - 嚴暁頻

巫医生
演 - 邱必昌

麻老闆
演 - 楊皓宇

山本先生
演 - 三浦研一

金鳳凰老闆娘
演 - 黄齢

明星
演 - 温兆倫

金厨
演 - 鐘鎮濤

記者
演 - 鄭希怡

馬老闆
演 - 麥長青

陳校長
演 - 金宇澄

演 - 黄曦寧